# San Valentino di sangue 3D
San Valentino di sangue 3D (My Bloody Valentine 3D) è un film del 2009 diretto da Patrick Lussier.
Pellicola horror slasher, rifacimento de Il giorno di San Valentino, cult movie del 1981 diretto da George Mihalka. Tra gli interpreti del film Jensen Ackles e Jaime King.

## Trama
In una miniera di Harmony gestita dalla Hanniger Mining Company crolla un tunnel a seguito di un'esplosione, e sei operai rimangono intrappolati. All'arrivo dei soccorsi si scopre che alcuni operai sono stati uccisi a colpi di piccone da un loro collega, Harry Warden, unico sopravvissuto - anche se caduto in coma irreversibile - insieme a Tom Hanniger, figlio del direttore della miniera. Si viene a sapere che il colpevole dell'incidente è Tom, il quale ha inavvertitamente lasciato aperte le bocche del metano causando l'esplosione.
Ad un anno di distanza dalla tragedia, il giorno di san Valentino, Harry Warden si risveglia improvvisamente dal coma.
Uscendo dall'ospedale Harry uccide chiunque gli si pari contro cercando di raggiungere la miniera, lasciando alle sue spalle una cruenta carneficina. Intanto nel sito si sta tenendo una festa tra i giovani della cittadina, e all'arrivo di Warden inizia la strage. Muoiono tutti tranne Tom, che conta gli ultimi attimi di vita di fronte all'avanzare inesorabile di Warden. Ma fortunatamente la polizia riesce a ucciderlo in tempo, mentre entra nelle profondità della miniera, ma il bilancio finale risulta essere di 22 vittime.
Trascorrono altri dieci anni. Per i festeggiamenti di san Valentino, Tom decide di tornare ad Harmony, ma l'ossessione di aver causato l'incidente e la furia omicida di Harry ancora lo tormentano. Gli abitanti del paese non lo accolgono certo bene, dopo che il giovane ha lasciato il padre e fatto fallire gli affari della miniera. La città è di per sé molto cambiata: la sua ragazza al tempo dei fatti, Sarah, è ora sposata con Axel, sceriffo del paese.
Nell'aria si respira la festa, ma una strana figura vestita da minatore e con il volto coperto da una maschera di protezione inizia a trucidare i giovani del paese, a partire da un uomo e la sua amante al locale Thunderbird Motel. È a questo punto che gli scheletri nell'armadio tornano a galla, e Axel, Sarah e Tom si mettono alla ricerca del killer con il timore che possa trattarsi di Harry Warden, tornato per ultimare il lavoro cominciato dieci anni prima.
Alla fine si scopre che è proprio Tom l'assassino. Sconvolto dal massacro di dieci anni prima, e passato buona parte di quegli anni in una casa di cura, ha sviluppato una seconda personalità che, quando entra in scena, fa trasformare Tom nel vero e proprio Harry Warden, facendolo diventare un semplice spettatore del massacro che si succede di volta in volta.

## Produzione
Il rifacimento è rimasto in fase di studio per alcuni anni, ma nel 2007 sono stati fatti passi concreti nella realizzazione. La coniglietta di Playboy Betsy Rue (nel film interpreta Irene), è entrata a far parte del cast artistico a inizio di giugno 2008. Alla regia è stato coinvolto Patrick Lussier, e come principali interpreti Jensen Ackles, Jaime King. Tra i produttori esecutivi figura John Dunning, già partecipe al film originale.
Lo sceneggiatore Todd Farmer fa un'apparizione nel film, recitando nel ruolo di Frank. Parlando del film, Farmer ha dichiarato che la nuova sceneggiatura stesa per il remake è stata resa più conforme, solida e realistica per le generazioni di oggi.
Le riprese sono iniziate il 12 maggio 2008 a Ford City, e sono continuate a Pittsburgh sino a fine giugno. Le ambientazioni in tridimensionale sono state create dalla Paradise F.X. Corporation.

### Formato
My Bloody Valentine 3-D è stato girato completamente usando l'innovativa telecamera Real D 3D, sistema di lavorazione già utilizzato per Viaggio al centro della Terra 3D (2008).
La scelta di filmare così questo slasher è dovuta alle aspettative che le grandi produzioni hanno nel cinema tridimensionale, capace di aumentare l'esperienza del pubblico dentro la sala facendo entrare lo spettatore nello schermo.
Su decisione della Lions Gate è stato chiarito che il film non sarà distribuito solamente per i cinema IMAX 3D, ma anche per le normali sale cinematografiche non ancora dotate di questo sistema di proiezione.

## Promozione
La prima locandina è stata mostrata al Comic-Con il 27 luglio 2008 e pubblicata in rete il giorno successivo. Un secondo poster è stato pubblicato da Toxic Show TV il 6 agosto, la sola differenza a contraddistinguerlo dal primo è la scritta Lionsgate in fondo a destra. Il 5 ottobre la Lions Gate ha pubblicato il primo screenshot, che ritrae Jensen Ackles in una stanza apparentemente teatro di un omicidio.

## Distribuzione
Negli Stati Uniti d'America il remake era inizialmente programmato per uscire il 23 gennaio 2009, ma la data è stata anticipata al 16 dello stesso mese; per l'uscita italiana si è atteso l'8 maggio. Il film, distribuito nelle sale italiane l'8 maggio 2009, ha incassato 6113364 € in Italia e 51 529 000 $ negli Stati Uniti.

### Divieti
Visionato dalla Motion Picture Association of America, il film è stato categorizzato con un visto censura (Restricted) per via del forte impatto visivo causato da scene sanguinose e impressionanti e un linguaggio esplicito e volgare, mentre in Italia il film ha ricevuto il divieto ai minori di 14 anni.

## Accoglienza

### Incassi
Il film incassò a livello mondiale circa 100 milioni di dollari.

## Citazioni e riferimenti
I primi due personaggi a essere uccisi rispondono al nome di Jason e Michael, un omaggio ai personaggi delle serie di film horror Venerdì 13 e Halloween.
Durante l'episodio San Valentino di sangue della serie televisiva Supernatural, si può sentire alla televisione una voce maschile annunciare l'uscita di "San Valentino di sangue, in 3D". Il tutto avviene mentre viene inquadrato l'attore che interpreta uno dei fratelli Winchester, protagonista della pellicola horror.

## Sequel
Il successo internazionale riscosso dal film ha fatto sì che venisse discussa l'eventualità di avanzare la produzione di un secondo capitolo. Il regista Patrick Lussier, prima dell'uscita del film, dichiarò che l'emotività dei personaggi e la figura iconica del serial killer potrebbero essere riprese in un sequel, ma a pochi giorni dall'uscita cinematografica la LionsGate ha chiarito che non ci sarebbero piani per un seguito.